# Andris Biedriņš
Andris Biedriņš (pronuncia lettone ˈɐndris ˈbiædriɲʃ; Riga, 2 aprile 1986) è un ex cestista lettone, professionista nella NBA.
Alto 211 cm, giocava nel ruolo di centro o di ala grande. È stato l'undicesima scelta assoluta del draft NBA 2004.

## Carriera

### Europa
Ha cominciato la carriera professionistica nel 2002, all'età di 16 anni, con la maglia dello Skonto Riga. Nella stagione 2002-03 si è affermato nella Lega Baltica (LBL), con 41 presenze e una media di 59,8% dal campo. Nella stagione successiva ha preso parte a undici match di FIBA EuroCup, con una media di 18,6 punti a gara. Contemporaneamente ha giocato 28 match di LBL, con una media di 18 punti a gara e una media di 61,5% dal campo. Al termine della stagione 2003-04 si è dichiarato per il eleggibile draft NBA.

### NBA
Nella stagione da rookie (2004-05) Biedriņš giocò molto poco (una media di soli 12,8 minuti a gara, in 30 match): in quell'anno era anche il giocatore più giovane della lega.
Nella stagione 2005-06 trovò più spazio, prendendo parte a 68 incontri (3,8 punti, 4,2 rimbalzi e 14,1 minuti a gara); tuttavia macchiò le sue prestazioni con brutte percentuali dalla lunetta (30,6% di tiri realizzati) e molti falli (ben 190 in 1000 minuti esatti). Per quest'ultimo motivo i tifosi dei Golden State Warriors, insoddisfatti del sophomore, lo soprannominarono The One Minute Man (per l'incapacità di non fare fallo per più di un minuto).
Alla terza stagione di NBA (2006-07) Biedriņš, complice l'arrivo del nuovo coach Don Nelson, insoddisfatto del centro titolare Adonal Foyle, trovò finalmente il posto da titolare, mettendo subito a referto ottime cifre: 10,3 punti, 62,1% dal campo, 9,5 rimbalzi, 1,9 stoppate e 28,9 minuti a gara. In quella stessa stagione realizzò i suoi personal best: 31 punti (contro i Nuggets), 18 rimbalzi (contro i Bobcats), 7 stoppate (sempre contro i Nuggets), 5 assist (contro i Wizards) e 5 palle rubate (contro i Lakers).

### Nazionale
Con la maglia della Lettonia Biedriņš ha preso parte agli Europei 2007 in Spagna. Precedentemente, a livello giovanile, aveva partecipato agli Europei cadetti, a quelli Juniores e a quelli Under-18. Con la nazionale maggiore, da ricordare le sue prestazioni contro Francia (21 punti e 16 rimbalzi), Georgia (28 punti, 11 rimbalzi) e Italia (26 punti, 20 rimbalzi).

## Statistiche

### NBA

#### Regular Season
| Anno      | Squadra       | PG  | PT  | MP   | TC%  | 3P% | TL%  | RP   | AP  | PRP | SP  | PP   |
| --------- | ------------- | --- | --- | ---- | ---- | --- | ---- | ---- | --- | --- | --- | ---- |
| 2004-2005 | G.S. Warriors | 30  | 1   | 12,8 | 57,7 | 0,0 | 47,5 | 3,9  | 0,4 | 0,4 | 0,8 | 3,6  |
| 2005-2006 | G.S. Warriors | 68  | 2   | 14,7 | 63,8 | -   | 30,6 | 4,2  | 0,4 | 0,3 | 0,7 | 3,8  |
| 2006-2007 | G.S. Warriors | 82  | 63  | 29,0 | 59,9 | -   | 52,1 | 9,3  | 1,1 | 0,8 | 1,7 | 9,5  |
| 2007-2008 | G.S. Warriors | 76  | 59  | 27,3 | 62,6 | -   | 62,0 | 9,8  | 1,0 | 0,7 | 1,2 | 10,5 |
| 2008-2009 | G.S. Warriors | 62  | 58  | 30,0 | 57,8 | 0,0 | 55,1 | 11,2 | 2,0 | 1,0 | 1,5 | 11,9 |
| 2009-2010 | G.S. Warriors | 33  | 29  | 23,1 | 59,1 | -   | 16,0 | 7,8  | 1,7 | 0,6 | 1,3 | 5,0  |
| 2010-2011 | G.S. Warriors | 59  | 55  | 23,7 | 53,4 | -   | 32,3 | 7,2  | 1,0 | 0,9 | 0,9 | 5,0  |
| 2011-2012 | G.S. Warriors | 47  | 35  | 15,7 | 60,9 | -   | 11,1 | 3,7  | 0,3 | 0,5 | 1,0 | 1,7  |
| 2012-2013 | G.S. Warriors | 53  | 9   | 9,3  | 47,6 | -   | 30,8 | 2,9  | 0,3 | 0,3 | 0,8 | 0,5  |
| 2013-2014 | Utah Jazz     | 6   | 0   | 7,5  | 100  | -   | 16,7 | 2,8  | 0,0 | 0,0 | 0,0 | 0,5  |
| Carriera  | Carriera      | 516 | 311 | 21,6 | 59,4 | 0,0 | 50,0 | 7,0  | 0,9 | 0,6 | 1,1 | 6,3  |

#### Playoffs
| Anno     | Squadra       | PG | PT | MP   | TC%  | 3P% | TL%  | RP  | AP  | PRP | SP  | PP  |
| -------- | ------------- | -- | -- | ---- | ---- | --- | ---- | --- | --- | --- | --- | --- |
| 2007     | G.S. Warriors | 11 | 8  | 24,3 | 73,0 | -   | 53,3 | 6,3 | 0,5 | 0,7 | 1,5 | 6,4 |
| 2013     | G.S. Warriors | 3  | 0  | 5,7  | -    | -   | -    | 2,3 | 0,3 | 0,0 | 0,7 | 0,0 |
| Carriera | Carriera      | 14 | 8  | 20,3 | 73,0 | -   | 53,3 | 5,4 | 0,4 | 0,6 | 1,4 | 5,0 |

## Palmarès
Migliore nella percentuale di tiro NBA (2008)